# 艾莉森·范乌伊特凡克
艾莉森·范乌伊特凡克（荷蘭語：Alison Van Uytvanck，1994年3月26日—）是比利時职业网球女运动员，2010年轉職業。她的WTA生涯最高單打排名為第41（2015年9月26日）。
2015年法國網球公開賽，范·愛特凡珂進入八強，為大滿貫最佳成績。
2018年8月9日，中國網球選手彭帥因在2017年溫布頓網球錦標賽，意圖強迫雙打搭檔愛特凡珂退出，違反『網球反貪腐計畫』（TACP），被網球廉正小組（TIU）予以禁賽6個月、罰款一萬美元，其中3個月獲緩刑執行。

## 外部連結
- 艾莉森·范乌伊特凡克的国际女子网球协会官方資料（英文）
- 艾莉森·范乌伊特凡克的國際網球總會 職業／青少年 官方資料（英文）